# Aloys I xứ Liechtenstein
Aloys I (tiếng Đức: Aloys Josef Johannes Nepomuk Melchior; 14 tháng 5 năm 1759 – 24 tháng 3 năm 1805) là Thân vương thứ 10 của xứ Liechtenstein, tại vị từ ngày 18 tháng 8 năm 1781 cho đến khi ông qua đời năm 1805. Ông sinh ra ở Kinh thành Viên, Đại công quốc Áo, và là con trai thứ 3 của Franz Josef I, Thân vương xứ Liechtenstein và anh trai của Nguyên soái Đế chế Áo, Thân vương Johann I Josef.
Aloys nhập ngũ khi còn trẻ, nhưng đã rút lui vì sức khỏe yếu. Mối quan tâm lớn của ông là lâm nghiệp, làm vườn và ông đã mang nhiều cây cối từ nước ngoài về trồng xung quanh trang viên của mình, vì cả lý do kinh tế và thẩm mỹ. Aloys cũng trang trí Công viên Eisgrub bằng những tòa nhà trang trí. Aloys I đã hỗ trợ các hoạt động khai thác trong vùng đất của mình ở Moravia để quyên góp tiền. Trong đó bao gồm việc xây dựng một xưởng rèn sắt tại Olomouc.
Aloys cũng đã mở rộng thư viện Liechtenstein thông qua việc mua các bộ sưu tập sách hoàn chỉnh. Ông ấy đã nhờ kiến trúc sư Joseph Hardtmuth thiết kế một cung điện mới ở Herrengasse, Viên. Ông cũng đã thuê một nhóm kịch theo mùa và một nhóm nhạc cố định.
Trong thời kỳ trị vì của mình, Liechtenstein đã thực hiện vụ hành quyết cuối cùng trong lịch sử khi Barbara Erni bị chặt đầu ở Eschen vì tội trộm cắp.
Aloys được Hoàng đế Áo trao cho Huân chương Lông cừu vàng và trở thành Hiệp sĩ thứ 836 của dòng này.
Aloys kết hôn với Karoline Gräfin von Manderscheid-Blankenheim (14 tháng 11 năm 1768, tại Köln – 11 tháng 6 năm 1831, tại Vienna) tại Feldsberg vào ngày 15 tháng 11 và ngày 16 tháng 11 năm 1783. Cặp đôi không có con. Sau cái chết của Aloys ở Viên, ngai vàng của Thân vương quốc Liechtenstein đã được để lại cho người em trai Johann I Josef, Thân vương của Liechtenstein.